# Eunidia yemeniensis
Eunidia yemeniensis är en skalbaggsart som beskrevs av Stefan von Breuning 1968. Eunidia yemeniensis ingår i släktet Eunidia och familjen långhorningar. Inga underarter finns listade i Catalogue of Life.